# Herr der Fliegen (1990)
Herr der Fliegen ist ein US-amerikanisches Filmdrama von Harry Hook aus dem Jahr 1990. Es handelt sich um die zweite Verfilmung des gleichnamigen Romans von William Golding.

## Handlung
Eine Gruppe Militärkadetten überlebt zusammen mit dem schwerverletzten Piloten Captain Benson einen Flugzeugabsturz. Die Gruppe gelangt per Rettungsfloß auf eine unbewohnte Insel. Am nächsten Morgen erkunden die Jungen die Insel und einer von ihnen findet einen See, aus dem sie trinken. Ein übergewichtiger Junge mit Brille, der von den anderen nur Piggie genannt wird, findet im Meer eine Seemuschel, die der Junge Ralph als Trompete nutzt, um alle zusammenzurufen. Die einen haben bis dahin Obst gesammelt und andere ein wildes Schwein auf der Insel entdeckt. Als alle zusammen sind, wird ein Anführer gewählt: Obwohl Jack der Älteste ist, hat Ralph auf der Akademie den Rang eines Colonel innegehabt und wird daher zum Anführer der Gruppe gewählt. Als Erstes bauen die Jungen ein Camp auf. Mithilfe von Piggies Brille entzünden sie zudem ein Feuer auf einer Anhöhe der Insel. Verschiedene Gruppen sollen einander ablösen und aufpassen, dass das Feuer nicht ausgeht.
Am Lagerfeuer erzählt Jack den anderen Jungen Gruselgeschichten und sorgt für Angst. Es geht das Gerücht um, dass Jack wegen Fahrens ohne Führerschein verhaftet und zur Resozialisierung in die Militärakademie gebracht wurde. Einige Zeit später hat Jack mit anderen Jungen eine Jägergruppe gebildet, die das Schwein fangen wollen. Sie üben an einem Chamäleon, das sich der ruhige Simon gefangen und gezähmt hat. Simon ist konsterniert. Er hat jedoch auch ein anderes Problem: Der delirierende Pilot hat nur zu ihm Vertrauen und Angst vor den anderen Jungen. Simon wird zur Bewachung des Piloten abgestellt, der einmal aus dem Lager der Jungen in den Dschungel entwischt war. Als alle Jungen schlafen, entfernt sich der Pilot dennoch vom Lager und die Kinder finden später nur seine Kleider.
Eines Tages jagt Jack mit seinen Jägern das Schwein. Unterdessen erscheint am Horizont ein Hubschrauber. Vergeblich versuchen Ralph und seine Mitstreiter, auf sich aufmerksam zu machen. Erschwerend kommt hinzu, dass das Feuer erloschen ist, auf das eigentlich Jack aufpassen sollte. Auf die Vorwürfe von Ralph und Piggie reagiert Jack gereizt: Er gründet seine eigene Bande und zieht mit ihr in einen anderen Teil der Insel. Auf einer Schweinejagd entfernt sich einige Zeit später einer der Mitstreiter Jacks und folgt einem anderen Tier zu einer Höhle, in der er von einem Wesen angefallen wird. Auch Jack und die anderen hören das „Monster“ in der Höhle, die jeder fortan meidet. Einer von Jacks Mitstreitern warnt Ralphs Leute vor dem Monster. Die Solidarität währt jedoch nicht lange; so stiehlt Jack aus Ralphs Lager ein Messer, nachdem Ralph es ihm nicht überlassen wollte. Bei dem Überfall geht ein Glas aus Piggies Brille kaputt. Mit dem Messer schnitzen sich Jack und seine Leute Speere und spießen darauf einen Schweinekopf, der als Opfergabe für das Monster gedacht ist. Der Rest des Schweins wird abends gegrillt. Das Fest endet mit einem zunächst harmlosen Spiel, bei dem einer der Jungen ein Schwein verkörpert, das die anderen Jungen mit ihren Speeren erlegen müssen. Simon ist unterdessen im Wald unterwegs und sucht die Höhle auf. Er hat eine Fackel dabei und entdeckt in der Höhle die Leiche des Piloten. Er eilt zum Lager zurück, doch wird er mit dem Fackel  in der Hand für das Monster gehalten. Die durch das Spiel in Ekstase geratenen Jungen stürzen sich auf ihn und erstechen ihn in Rage. Ralph ist noch am nächsten Tag erschüttert, dass Simon ermordet wurde, doch bezeichnet Piggie die Geschehnisse als Unfall.
Weil sein eigenes Feuer ausgegangen ist, überfällt Jack mit seinen Mitstreitern Ralphs Lager und stiehlt Piggies Brille. Der ist am Boden zerstört und sucht mit Ralph Jacks Lager auf. Es kommt zu einem Zweikampf zwischen Ralph und Jack, den Piggie mit einem Appell an die Vernunft schlichten will. Während er redet, lockern Jacks Männer auf der Klippe einen Felsbrocken, der Piggie erschlägt. Ralph wird von den anderen mit Steinen beworfen und davongejagt. Von den Zwillingen Erik und Sam erfährt er, dass man ihn als übriggebliebenen Gegner umbringen will. Er entgegnet, dass sein Tod am Ende auch ihre Schuld sei. Am Morgen ist sein Schlafplatz in Feuerrauch gehüllt. Jack und seine Leute wollen ihn „ausräuchern“ und es beginnt eine Jagd auf Ralph, der um sein Leben rennt. Sam und Eric decken ihn, als sie ihn sehen. Ralph eilt schließlich zum Strand, wo er stolpert und vor einem Marinesoldaten landet. Diese sind auf der Insel gelandet und der Mann ist verblüfft, als er Jack und seine Mitstreiter in Kriegsbemalung und mit erhobenen Speeren sieht („Ich verstehe nicht! Was soll denn das, Jungs?“). Während Jack und die anderen langsam aus ihrem Rausch erwachen, bricht Ralph in Tränen aus.

## Produktion
Herr der Fliegen wurde 1988 an verschiedenen Orten von Hawaii, im Los Angeles County Arboretum and Botanic Garden in Kalifornien sowie in Port Antonio, Jamaika, gedreht. Port Antonio war auch ein Drehort in der ersten Verfilmung des Romans aus dem Jahr 1963 gewesen. Die Filmpremiere fand am 16. März 1990 in den USA statt. Am 26. April 1990 kam der Film in die deutschen Kinos, am 19. Oktober 1990 wurde er auf Video veröffentlicht.

## Kritik
Der film-dienst kritisierte, dass Herr der Fliegen „den vielschichtigen Stoff weitgehend auf seine Handlungskonturen und platte Thesendialoge reduziert. Auch in der optischen Auflösung wenig zufriedenstellend, so daß die Chance zu einem anspruchsvollen Genrefilm verschenkt wird.“

## Auszeichnungen
Der Film war 1991 für drei Young Artist Awards nominiert: Balthazar Getty erhielt eine Nominierung als Bester Hauptdarsteller in einem Spielfilm und Danuel Pipoly als Bester Nebendarsteller in einem Spielfilm. Das gesamte Schauspielerensemble wurde zudem in der Kategorie Beste Besetzung in einem Spielfilm für einen Young Artist Award nominiert.